# Vladímir Pulnikov
Vladímir Pulnikov   (Khàrkiv, 6 de juny de 1965) va ser un ciclista ucraïnès, professional entre 1989 i 1998. Fins a 1991 va córrer sota bandera soviètica, moment en què la desintegració de l'URSS donà lloc a la creació de la Ucraïna independent.
Va ser un corredor prou complet, que va aconseguir bons resultats en grans proves per etapes, com ara la Classificació dels joves al Giro d'Itàlia de 1989 i 1990 i tres etapes en aquesta mateixa cursa.

## Palmarès
- 1985
  - 1r a la Puchar Ministra Obrony Narodowej
- 1986
  - Vencedor d'una etapa a la Setmana Ciclista Lombarda
  - Vencedor d'una etapa a la Volta a Cuba
- 1987
  - 1r a la Setmana Ciclista Lombarda
  - Vencedor d'una etapa a la Volta a Eslovàquia
- 1988
  - 1r al Tour de Sotxi i vencedor de 2 etapes
  - 1r al Trofeu Salvatore Morucci
  - Vencedor d'una etapa al Tour de l'Avenir
- 1989
  -  1r de la Classificació dels joves al Giro d'Itàlia
- 1990
  -  1r de la Classificació dels joves al Giro d'Itàlia i vencedor d'una etapa
- 1991
  - Vencedor d'una etapa al Giro d'Itàlia
- 1992
  -  Campió d'Ucraïna en ruta
  - Vencedor d'una etapa a la Volta al País Basc
- 1994
  - Giro del Friül
  - Vencedor d'una etapa al Giro d'Itàlia

### Resultats al Tour de França
- 1991. 88è de la classificació general
- 1993. 10è de la classificació general
- 1994. 10è de la classificació general
- 1995. 25è de la classificació general
- 1996. Abandona

### Resultats al Giro d'Itàlia
- 1989. 11è de la classificació general.  1r de la Classificació dels joves al Giro d'Itàlia
- 1990. 4t de la classificació general. Vencedor d'una etapa.  1r de la Classificació dels joves al Giro d'Itàlia
- 1991. 11è de la classificació general. Vencedor d'una etapa
- 1992. Abandona (19a etapa)
- 1993. 7è de la classificació general
- 1994. 11è de la classificació general. Vencedor d'una etapa
- 1995. 14è de la classificació general
- 1996. 16è de la classificació general

### Resultats a la Volta a Espanya
- 1989. 31è de la classificació general
- 1991. 66è de la classificació general
- 1992. 44è de la classificació general